# 台中商業銀行

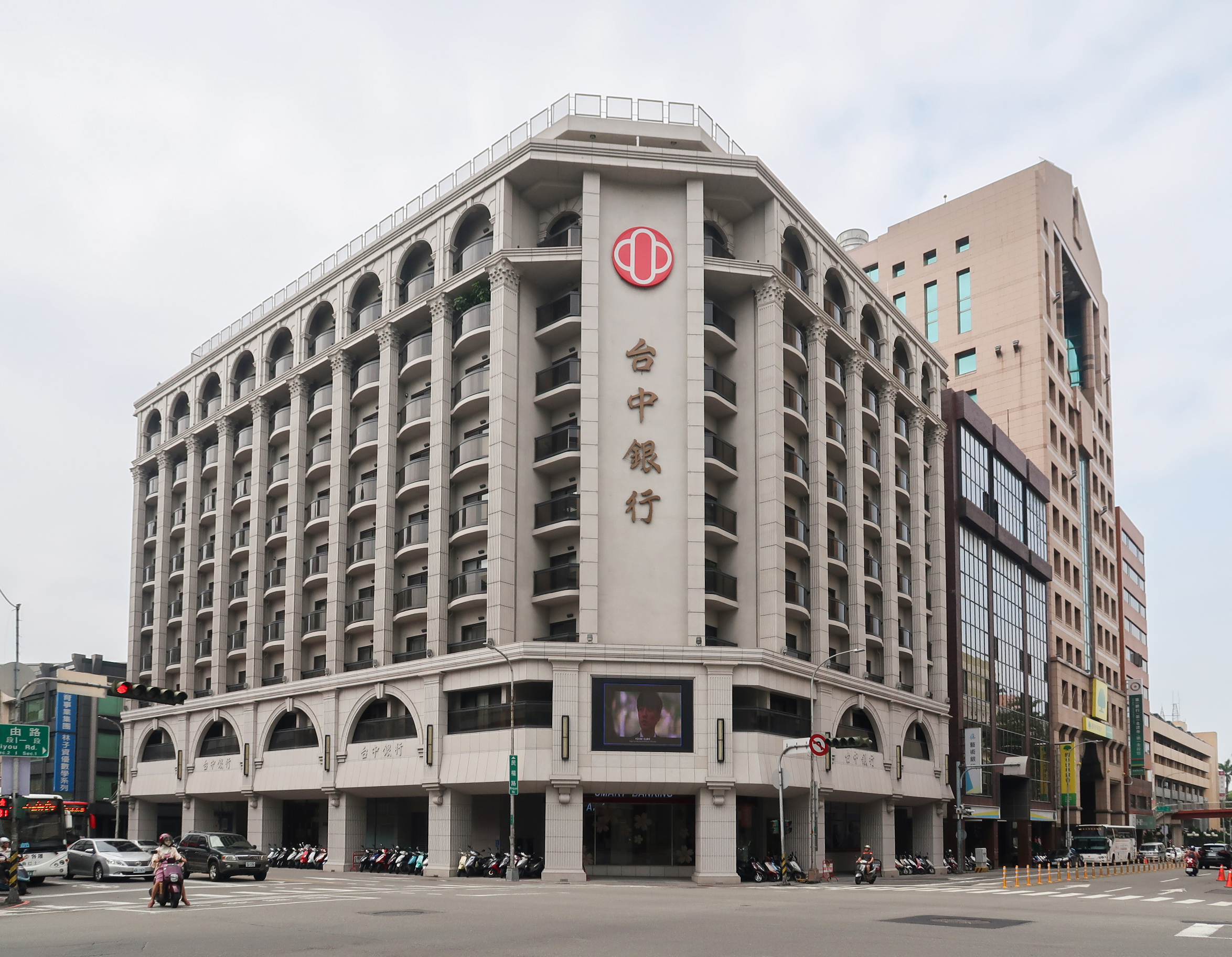
台中商業銀行總行

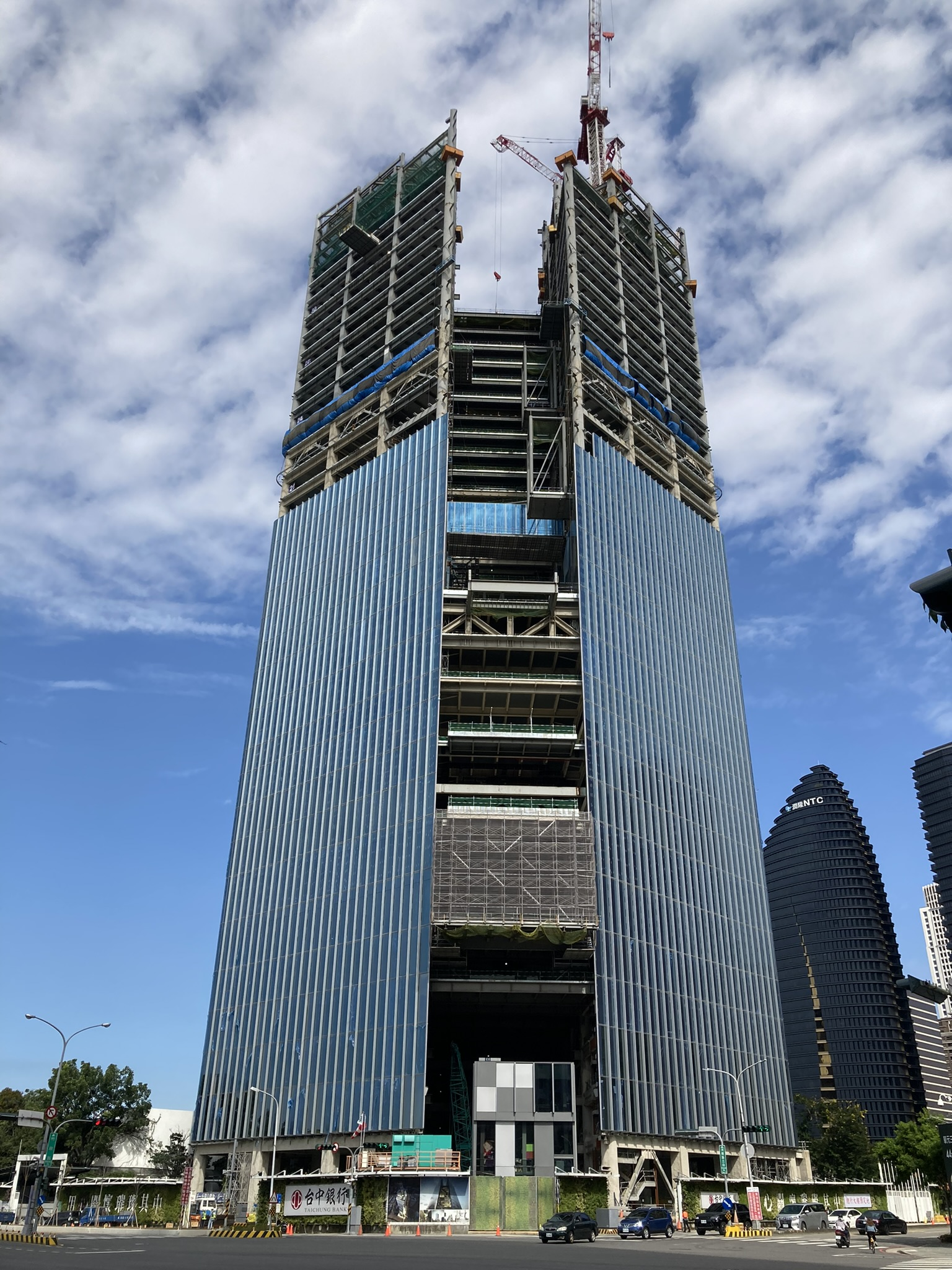
興建中的台中之鑽商辦大樓，未來將做為台中商業銀行總部大樓及旅館

台中商業銀行（臺證所：2812，簡稱台中銀行）是台灣的一間商業銀行。台中商業銀行前身為「臺中區合會儲蓄公司」，創設於1953年4月，同年8月1日開始營業，主要辦理中彰投地區之合會業務。配合銀行法公布實施及業務發展之需，自1978年起改制為「臺中區中小企業銀行」，並於1984年5月15日股票公開上市。
1995年9月設立台北分行，營運範圍跨越區域經營之門檻。1998年，改制為「臺中商業銀行」。而後陸續將集中於中臺灣之營業據點，擴張業務至整個臺灣地區，台中銀也是目前總行不設於台北的銀行中市值最大的。
新銀行總部大樓「台中之鑽」預計於2026年7月1日搬遷進駐。

## 歷史

### 台中區合會儲蓄股份有限公司
- 1953年8月，「台中區合會儲蓄股份有限公司」開始營業，陳萬為首任董事長。創立初期資本額新臺幣五十萬元、僅設五家分公司，而後再增設十五所標會處。
- 1963年起，陸續將標會處申設為分公司。
- 1966年起，設立儲蓄部。

### 臺中區中小企業銀行
- 1978年，改制為「臺中區中小企業銀行」，並將清水標會處與其他分公司同時改制為分行。
- 1984年5月，於臺灣證券交易所股票上市。
- 1995年，設立臺北分行，突破以往區域性金融之窠臼，開始跨區營業。
- 1996年，設立高雄、三重、松山、東大雅等4間分行。9月，國際金融業務分行（OBU）開始營業。

### 臺中商業銀行
- 1998年，改制為「臺中商業銀行」，設立虎尾、苑裡2家分行。
- 2004年，健行分行及東臺中分行分別遷移至臺北縣市，更名為板橋分行及內湖分行；臺中分行遷移至高雄縣更名為鳳山分行。
- 2006年9月，國光分行及東大雅分行遷移至臺北縣及桃園縣，更名為新莊分行及平鎮分行。
- 2007年4月，減資新臺幣73.3億元後增資發行普通股新臺幣50億元，創下國內第一家中小型銀行成功募集的紀錄，成功改善財務體質，為營運轉捩點。
- 2007年6月，由「臺中商業銀行」更改為「台中商業銀行」。
- 2007年12月，芬園分行及北屯分行分別遷移至嘉義縣及桃園縣，更名為民雄分行及桃園分行。
- 2008年2月，逢甲分行遷移至臺南縣，更名為永康分行。7月，鹿谷分行遷移至新竹縣，更名為竹北分行。10月，名間分行遷移至桃園縣，更名為南崁分行。12月，向上分行遷移至新竹市，更名為新竹分行。
- 2009年5月，外埔分行遷移至桃園縣大園鄉，更名為大園分行。6月，陸續將埔鹽分行、西溪湖分行、大里分行及崇德分行遷移至桃園縣中壢市、楊梅鎮、龜山鄉及新竹縣新豐鄉等地，分別更名為中壢分行、楊梅分行、龜山分行及新豐分行。
- 2011年5月，設立土城分行。
- 2013年9月，設立復興分行。
- 2014年4月，獲金融監督管理委員會評選為辦理中小企業放款績效優等第三名，及均衡區域發展特別獎之銀行。
- 2014年10月，設立中山分行。
- 2015年6月，設立大同分行，於大臺北地區分支機構擴增為11家。
- 2022年10月1日，以現金方式收購美國大陸銀行（American Continental Bank）100%之股權，未來也企圖於北美增設分行[3]，但於2023年10月14日宣佈雙方合意終止收購並支付後者50萬美元[4]。12月26日，設立麥寮分行。

## 歷任董事長
| 任次   | 姓名   | 就任時間   | 卸任時間   |
| 董事長 | 董事長 | 董事長     | 董事長     |
| ------ | ------ | ---------- | ---------- |
| 1      | 陳萬   | 1953年4月  |            |
| 2      | 林生財 |            |            |
| 3      | 蔡鴻文 |            |            |
| 4      | 劉松藩 |            | 1999年5月  |
| 5      | 蔡裕芳 | 1999年5月  | 2005年12月 |
| 6      | 黃秀男 | 2005年12月 | 2011年     |
| 7      | 蘇金豐 | 2011年4月  | 2015年6月  |
| 8      | 李俊昇 | 2015年6月  | 2017年6月  |
| 9      | 賴進淵 | 2017年6月  | 2018年6月  |
| 10     | 黃明雄 | 2018年6月  | 2018年7月  |
| 11     | 王貴鋒 | 2018年7月  | 2024年3月  |
| 12     | 施建安 | 2024年3月  | 2025年2月  |
| 13     | 李瑞倉 | 2025年2月  | 現任       |

## 關係企業
| 台中商業銀行 | 台中商業銀行 | 台中商業銀行 | 台中商業銀行 | 台中商業銀行 | 台中商業銀行 |  |  | 台中銀證券       | 台中銀證券 | 台中銀證券 | 台中銀證券 | 台中銀證券 | 台中銀證券 |
| 台中商業銀行 | 台中商業銀行 | 台中商業銀行 | 台中商業銀行 | 台中商業銀行 | 台中商業銀行 |  |  | 台中銀證券       | 台中銀證券 | 台中銀證券 | 台中銀證券 | 台中銀證券 | 台中銀證券 |
|              |              |              |              |              |              |  |  |                  |            |            |            |            |            |
|              |              |              |              |              |              |  |  | 台中銀租賃       |            |            |            |            |            |
|              |              |              |              |              |              |  |  |                  |            |            |            |            |            |
|              |              |              |              |              |              |  |  |                  |            |            |            |            |            |
|              |              |              |              |              |              |  |  | 台中銀保險經紀人 |            |            |            |            |            |
|              |              |              |              |              |              |  |  |                  |            |            |            |            |            |
|              |              |              |              |              |              |  |  |                  |            |            |            |            |            |
|              |              |              |              |              |              |  |  | 台中銀投資信託   |            |            |            |            |            |
|              |              |              |              |              |              |  |  |                  |            |            |            |            |            |

## 相關連結
- 台中商銀新總行大樓

## 外部連結
- 台中銀行 （页面存档备份，存于）
- 台中銀基金資訊網 （页面存档备份，存于）
- 台中銀行匯利率服務網(無障礙網站) （页面存档备份，存于）